# Szergej Kotov (hajó)
A Szergej Kotov az Orosz Haditengerészet 22160 típusú őrhajója (más kategorizálás szerint korvettje) volt. 2021 januárjában bocsátották vízre, majd 2022-ben állt szolgálatba a Fekete-tengeri Flottánál. Szergej Kotov ellentengernagyról nevezték el. A hajót 2024. március 5-én ukrán tengeri drónok elsüllyesztették.

## Története
Építését a 22160-as hajótípus negyedik egységeként 2016. májusá 8-án kezdték el formálisan Zelenodolszki Hajógyárban, de a tényleges munkálatokat a zelenodolszki gyár alvállalkozójaként a 2014-ben orosz megszállás alá került Krímben található kercsi Zaliv Hajógyárban végezte 164-es gyári számmal. Ott bocsátották vízre 2019. február 21-én. A tengeri próbautak 2012. október 29-én kezdődtek, majd a hajó 2021. december 14-én hajózott a honi kikötőjébe, Szevasztopolba. 2022. május 16-án állították üzembe, de hivatalosan 2022. július 30-án állították hadrendbe az Orosz Haditengerészet Fekete-tengeri Flottájánál 383-as hadrendi jelzéssel.
A hajó részt vett az Ukrajna elleni orosz invázió hadműveleteiben. 2023. július 25-én a Szergej Kotovot Szevasztopoltól 370 km-re délnyugatra két ukrán tengeri drón támadta meg, akkor eredménytelenül. 2023. szeptember 14-én reggel ismét sikertelen ukrán tengeri dróntámadás érte a hajót.
2024. március 5-én éájjel 00:50-kor az ukrán katonai hírszerzés, a Felderítő Főcsoportfőnökség (HUR) 13-as speciális csoportja által üzemeltetett MAGURA V5 tengeri drónokkal támadták meg a Kercsi-szoros közelében tartózkodó hajót és elsüllyesztették. A fedélzetén található Ka–29-es helikopter is megsemmisült. A HUR szerint a személyzet hét tagja életét vesztette, hat fő megsebesült, 52 főt kimentettek.